# Ventenata
Ventenata é um género botânico pertencente à família Poaceae.